# Henri Heirman
Henri Heirman (1920) was een Belgisch ijshockeyer.

## Levensloop
Heirman was actief als doelman bij Brussels Royal IHSC en diens opvolger Entente Saint-Sauveur. In de seizoenen 1952-'53 en 1953-'54 bleven de ijspistes gesloten voor het ijshockey. Samen met Brusselse ploeggenoten Georges Hartmeyer en de tweelingsbroers André en Robert Waldschmidt kwam hij deze twee seizoenen uit voor Brabo IHC. Vanaf 1954 kwam hij opnieuw uit voor de hoofdstedelijke club, die wederom haar oude naam had aangenomen. 
Daarnaast maakte hij deel uit van het Belgisch ijshockeyteam. Met de nationale equipe nam hij tussen 1939 en 1961 deel aan acht wereldkampioenschappen.
Van beroep was hij advocaat.